# Crossothamnus
Crossothamnus, rod glavočika iz podtribusa Alomiinae, dio tribusa Eupatorieae. Sastoji se od 4 vrsta iz Južne Amerike

## Opis
Crossothamnus uključuje jednu grmoliku vrstu koja je poznata iz malog relativno planinskog područja u departmanu Amazonas, Peru. Odlikuje se velikim kapitulescentima klimajućih glavica, spinuloznim polenom i cjevastim vjenčićima u kombinaciji s distalno proširenim stilastim granama i gusto žljezdastim cipselama.

## Vrste
1. Crossothamnus gentryi R.M.King & H.Rob.
2. Crossothamnus killipii (R.M.King & H.Rob.) R.M.King & H.Rob.
3. Crossothamnus pascoanus M.O.Dillon & B.L.Turner
4. Crossothamnus weberbaueri (Hieron.) R.M.King & H.Rob.

## Sinonimi
Nema.